# Suzanne Wesse
Suzanne Wesse, nacida como Suzanne Vasseur (Calais, 16 de enero de 1914-Prisión de Plötzensee, Berlín;  18 de agosto de 1942), fue una resistente francesa en Alemania durante el Tercer Reich.

## Biografía
Wesse fue la hija de un industrial que poseía una fábrica de cortinas en Calais. En su juventud, asistió a escuelas en Inglaterra, España y Berlín. En 1934, trabajó en una empresa textil judía en Berlín, donde conoció al ingeniero judío alemán Richard Wesse. Después de un regreso temporal a Francia, se casaron en Berlín en 1936. Su hija, Katharina, nació en abril del año siguiente.
Wesse trabajó como traductora autónoma para varias revistas en Berlín hasta 1937. Ese mismo año, se unió al grupo Baum a través de un primo de su marido, Félix Heymann. Se trataba de un gran círculo de amigos y simpatizantes comunistas o sionistas de izquierda formado en torno a Herbert Baum.
Durante la Segunda Guerra Mundial, participó en acciones de resistencia con el grupo organizado Baum. Gracias a su trabajo de secretaria en una oficina administrativa, Wesse fue responsable de la fabricación de matrices para la reproducción de carteles y de folletos de propaganda contra el nacional-socialismo y la guerra. Al ser políglota, estableció contactos con prisioneros de guerra y con los trabajadores forzosos belgas y franceses en Berlín e intercambió informaciones y materiales impresos ilegales con ellos. Visitó su hermano Auguste Vasseur detenido en el Stalag III A cerca de Weckenwalde. También creó identificaciones falsas para permitir que los miembros del grupo Baum vivieran bajo una identidad falsa en caso de urgencia.
El 18 de mayo de 1942, Suzanne Wesse participó en un incendio organizado por el grupo Baum en la exposición de propaganda antisoviética «El paraíso soviético» (Das Sowjet-Paradies) en la plaza Lustgarten de Berlín. Junto a Baum, su esposa, Hans Arno Joachim, Sala Kochmann, Gerd Meyer e Irene Walter, ella visitó la exposición escondiendo varios explosivos. Ciertas partes de la exposición fueron destruidas en el incendio resultante, pero los bomberos contuvieron rápidamente el incendio y lo extinguieron. Los resistentes se escaparon sanos y salvos del pabellón de exposiciones.
El grupo Baum fue desmantelado por la Gestapo a los días siguientes y Wesse y su marido fueron arrestados el 23 de mayo de 1942. Mientras que Richard Wesse fue puesto en libertad al cabo de tres semanas, Suzanne Wesse fue declarada culpable de implicación en el ataque del 18 de mayo y acusada ante el Tribunal Especial V por delito de sedición (Wehrkraftzersetzung). El 16 de julio de 1942 se le declaró culpable y condenada a muerte. La ejecución de la sentencia tuvo lugar el 18 de agosto de 1942 en la prisión de Berlín-Plötzensee.
Richard Wesse fue condenado a trabajar para el grupo Siemens hasta el final de la guerra. Su hija estuvo ubicada con una amiga y sobrevivió.

## Homenaje

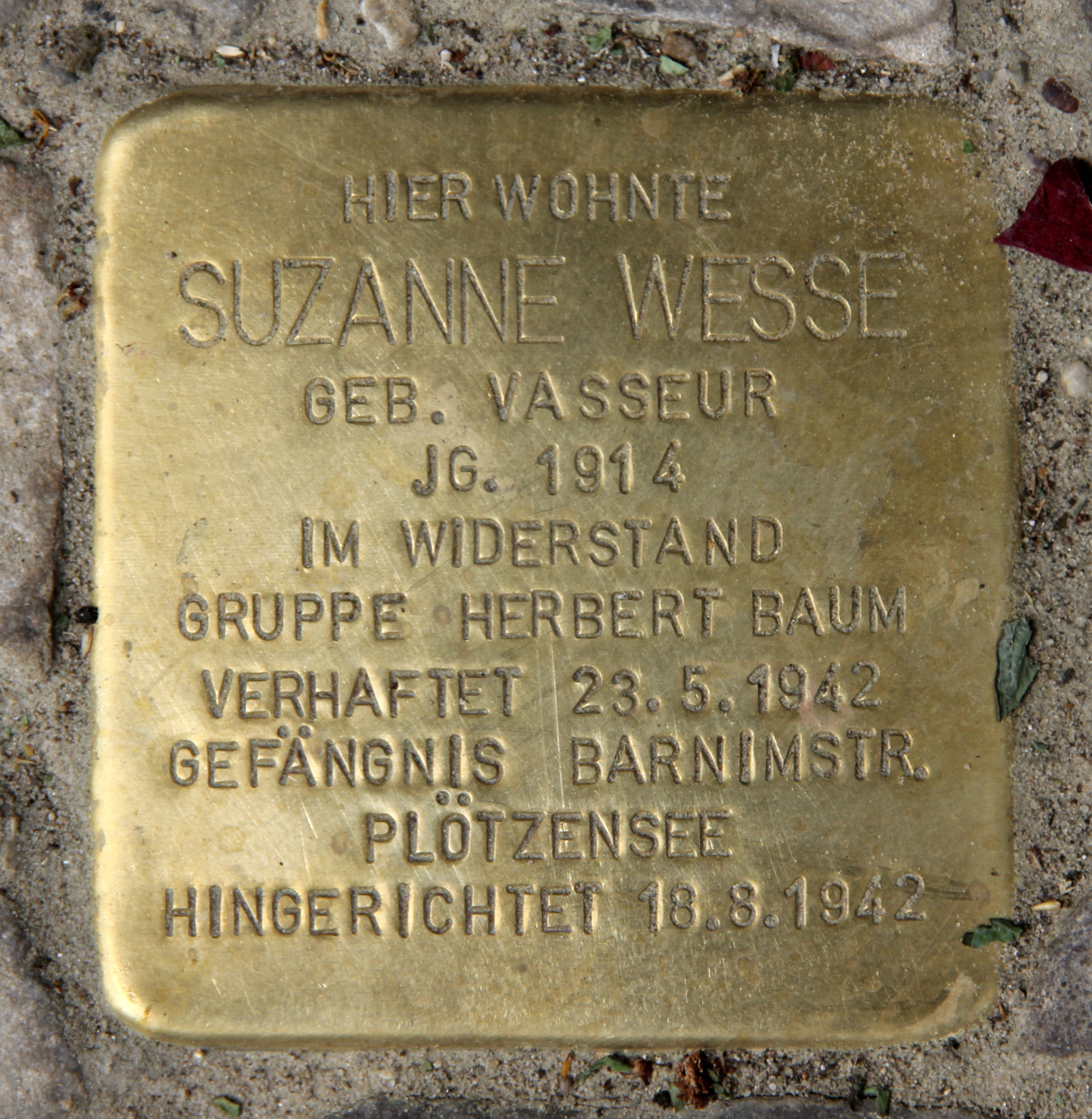
Stolpersteine en la casa, Leibnizstrasse en Berlin-Charlottenburg

Una piedra conmemorativa, erigida detrás del edificio administrativo y la sala de duelo del cementerio judío de Weissensee, conmemora a Wesse y a los demás miembros del grupo Baum.
El 17 de mayo de 2017, se colocó una placa conmemorativa (Stolpersteine) ante su antiguo lugar de residencia en la calle Leibniz 72, Berlín-Charlottenbourg.